# Georges Dumézil
Georges Dumézil (ur. 4 marca 1898 w Paryżu, zm. 11 października 1986 tamże) – francuski filolog, komparatysta, mitograf, autor hipotezy o trzech funkcjach klas społecznych.

## Życie i działalność
Jego ojciec był filologiem klasycznym – w ten sposób również Georges zainteresował się językami starożytnymi; podobno w wieku dziewięciu lat czytał już po łacinie Eneidę. Gdy był uczniem szkoły średniej, wpływ wywarł nań Michel Bréal, kolega szkolny jego ojca, jeden z najwybitniejszych filologów francuskich. W 1916 roku Dumézil wstąpił do paryskiej École normale supérieure – studiował lingwistykę i języki klasyczne. Studia opóźnił wybuch I wojny światowej – Dumézil służył na froncie jako oficer artylerii. W 1919 roku otrzymał agregację z filologii klasycznej. W roku 1921 był lektorem francuskiego na Uniwersytecie Warszawskim – po roku powrócił jednak do Francji. W 1924 roku obronił doktorat poświęcony analizie komparatystycznej pochodzenia greckiej ambrozji oraz indyjskiego napoju amrita – eliksiru nieśmiertelności. Teza wywołała gwałtowną dyskusję – Henri Hubert stwierdził na przykład, że doktorant w taki sposób dobiera fakty, by uzyskać piękniejszą interpretację. Uznawszy, że nie ma dla niego miejsca w Akademii, Dumézil w 1925 roku wyjechał do Turcji, gdzie otrzymał stanowisko na utworzonym właśnie uniwersytecie w Stambule. Dumézil nie dość, że miał okazję nauczyć się tureckiego, to jeszcze dużo podróżował: odwiedził Rosję, zwiedził Kaukaz – w ten sposób stał się pierwszym francuskim ekspertem od języków kaukaskich, z którymi porównywał język etruski. W 1931 roku otrzymał stanowisko na uniwersytecie w Uppsali w Szwecji – za niespełna trzydzieści lat miał tam skierować swego protegowanego, młodego francuskiego filozofa Michela Foucault. W 1929 roku opublikował pracę pt. Flamen-Brahman – to właśnie tutaj Dumézil po raz pierwszy przedstawił swą hipotezę o trzech funkcjach klas społecznych, powtórzoną później w Mitra-Varuna, zapewne najprzystępniejszym swym dziele. Z Uppsali wyjechał w 1935 roku, powołany do École pratique des hautes études. W 1949 roku otrzymał profesurę na Collège de France. W latach 1952–1972 odbywał wiele podróży na Kaukaz, badając języki kaukaskie i mitologię tamtejszych ludów. W roku 1968 przeszedł na emeryturę, lecz następne trzy lata spędził w USA, wykładając na uniwersytetach w Princeton, Chicago i Los Angeles. Mniej więcej w tym okresie Dumézil podjął pracę nad rewizją własnego dzieła – owocem tego było opublikowanie trzytomowego Mythe et épopée (1973). W 1978 roku, dzięki poparciu swego ucznia, Claude’a Lévi-Straussa, został powołany do Akademii Francuskiej (zasiadał w fotelu 40).
Oficer Legii Honorowej, Komandor Orderu Palm Akademickich, odznaczony także Krzyżem Wojennym 1914–1918.

## Poglądy
Wiele poglądów Dumézila nadal wywiera wpływ na badania religioznawcze: przede wszystkim jego hipoteza o trzech funkcjach klas społecznych (1. sakralnej i sądowniczej, 2. wojowniczej i 3. produktywnej znajdujących odbicie w funkcjonowaniu triad bóstw (proto)indoeuropejskich), jego teza, że bóstw politeistycznych nie należy badać jako takich, lecz jedynie w parach czy zespołach, tak, jak otaczane były czcią przez swych wyznawców. Dumézil nie podchodził do mitów, które badał, jako do zjawisk historycznych – traktował je jako struktury, jako wzory społeczne. W panteonie bóstw indoeuropejskich Dumézil dostrzegał dwie podstawowe siły: świetlistego prawodawcę (Mitra, Jupiter) i ciemnego, nieobliczalnego boga magii (Odyn, Waruna) – to właśnie na tej dualności polegać miałaby dwoista natura indoeuropejskiej władzy królewskiej.
Dumézil interesował się aryjskimi stowarzyszeniami męskimi – opisywał je w tej formie, w jakiej występują one w Wedach. Jego dzieło Ouranós-Varuna poświęcone jest problematyce sakralnej władzy królewskiej – władcy, który nieuchronnie kończy jako okaleczana rytualnie ofiara.
Dumézil był wierzącym katolikiem, rojalistą, a w latach trzydziestych był prawdopodobnie członkiem Action française. Na jego poglądy wpływ wywarło dzieło Jamesa George’a Frazera oraz niemieckiego indogermanisty Hermanna Günterta; w późniejszym okresie również idee ucznia de Saussure’a Antoine’a Meilleta. Uczniem Dumézila był Roger Caillois.

## Dzieła
- Le festin d’immortalité – Étude de mythologie comparée indo-européenne (doktorat), Annales du Musée Guimet.
- Le Crime des Lemniennes – Rites et légendes du monde égéen, 1924 (teza komplementarna).
- Le problème des Centaures – Étude de mythologie comparée indo-européenne, 1929, Annales du Musée Guimet.
- Ouranos-Varuna – Essai de mythologie comparée indo-européenne, 1932, éditions Maisonneuve.
- Légendes sur les Nartes – Suivies de cinq notes mythologiques, 1930, L’ Institut d’études slaves.
- Flamen-Brahman, 1935.
- Mythes et dieux des Germains – Essai d’interprétation comparative (1939), PUF.
- Mithra-Varuna – Essai sur deux représentations indo-européennes de la Souveraineté, 1940, PUF.
- Jupiter Mars Quirinus, Gallimard.
- Les mythes romains, t. 1-4, 1942–1947, Gallimard.
- Loki, 1948, GP Maisonneuve.
- L’héritage indo-européen à Rome, 1949, Gallimard.
- Le troisième souverain – Essai sur le dieu indo-iranien Aryaman et sur la formation de l’histoire mythique de l’Irlande, 1949, Maisonneuve.
- Les dieux indo-européens, 1952, PUF.
- Rituels indo-européens à Rome, 1954, Klincksieck.
- Déesses latines et mythes védiques, 1956, Collection Latomus.
- Aspects de la fonction guerrière chez les Indo-Européens, 1956.
- Contes et légendes des Oubykhs, 1957.
- Contes lazes, 1957, L’institut d’ethnologie.
- L’idéologie tripartite des Indo-Européens, 1958, Collection Latomus.
- Études oubykhs, 1959, éditions Maisonneuve.
- Les dieux des Germains, essai sur la formation de la religion scandinave, 1959, PUF.
- Documents anatoliens sur les langues et les traditions du Caucase, 1960–1967.
- Le livre des héros, légendes ossètes sur les Nartes, 1965, Gallimard.
- La religion romaine archaïque, avec un appendice sur la religion des Étrusques, 1966, Payot.
- Mythe et épopée, 1973, Gallimard.
- Idées romaines, 1969, Gallimard.
- Heur et malheur du guerrier, aspects de la fonction guerrière chez les Indo-Européens, 1969, PUF.
- Du mythe au roman, la Saga de Hadingus et autres essais, 1970, PUF.
- Fêtes romaines d’été et d’automne, suivi de Dix Questions romaines, 1975, Gallimard.
- Le verbe oubykh, études descriptives et comparatives, 1975, L’Académie des inscriptions et belles-lettres.
- Les dieux souverains des Indo-Européens, 1977, Gallimard.
- Romans de Scythie et d’alentour, 1978, Payot.
- Mariages indo-européens, suivi de Quinze Questions romaines, 1979, Payot
- La Courtisane et les seigneurs colorés et autres essais – 25 esquisses de mythologie, 1983, Gallimard.
- Le moyne noir en gris dedans Varenne, sotie nostradamique, 1984, Gallimard.
- L’oubli de l’homme et l’honneur des dieux, 1985, Gallimard.
- Entretiens avec Didier Eribon, Gallimard, coll. Folio, 1987.
- Le Roman des jumeaux – Esquisses de mythologie, 1995, Gallimard.